# 踊ってばかりの国
踊ってばかりの国（おどってばかりのくに）は、日本のロックバンド。

## 概要
2008年に兵庫県神戸市で結成された。
バンドの名称は、ハバナ・エキゾチカが1991年に発表したアルバムのタイトルに由来する。
2019年に自主レーベルのFIVELATERを設立。

## メンバー
- 下津光史 - ヴォーカル、ギター（2010年1月の柴田加入まではヴォーカル、ベースを担当）[6]。
- 谷山竜志 - ベース。2013年4月加入。
- 坂本タイキ - ドラム。THE★米騒動、中華一番などに在籍。2015年11月11日に加入発表[7]。
- 丸山康太 - ギター。元ドレスコーズ。2017年1月8日加入。
- 大久保仁 - ギター。2017年3月26日加入。

### 元メンバー
- 滝口敦士 - ギター。2011年2月脱退。
- 柴田雄貴 - ベース。2010年1月加入、2012年12月脱退。加入当初は「柴田めぐみ」名義で活動していた。
- 佐藤謙介 - ドラム。2015年11月1日脱退[7]。HiGEのサポートメンバーとしても活動。
- 林宏敏 - ギター。2016年11月19日脱退。カネコアヤノのバンドセットメンバーとしても活動。

## ディスコグラフィー

### 楽曲提供
- 平賀さち枝「四季の唄」（シングル「ギフト/いつもふたりで」）作詞・作曲

## タイアップ一覧
| 使用年 | 曲名         | タイアップ                                                            |
| ------ | ------------ | --------------------------------------------------------------------- |
| 2011年 | 世界が見たい | テレビ東京系『KOZY'S NIGHT 負け犬勝ち犬』10月〜12月エンディングテーマ |
| 2012年 | 話はない     | テレビ東京系『ざっくりハイタッチ』10月〜12月エンディングテーマ        |
| 2021年 | ghost        | 映画『プリテンダーズ』主題歌                                          |

## 主なライブ

### ワンマンライブ・主催イベント
- 2010年11月25日〜30日（4公演） - 踊ってばかりの国　シングルリリース「好きにさせてよ」ツアー
- 2011年02月13日〜03月06日（5公演） - 踊ってばかりの国「おさるとコアラツアー」
- 2011年05月11日〜06月10日（6公演） - 「SEBULBA」TOUR
w/andymori/ワタナベイビー/THE NOVEMBERS/tobaccojuice
- 2011年10月03日 - 踊ってばかりの国 vs キセル
- 2012年03月30日〜04月12日（3公演） - ワンマンツアー「裏の仕業」
- 2012年09月01日 - 踊ってばかりの国「新録発表会」
- 2012年11月20日〜12月22日（4公演） - 「FLOWER」 Release Tour
w/0.8秒と衝撃。
- 2013年07月11日 - 踊ってばかりの国・復活ワンマンライブ
- 2013年11月05日〜12月06日（7公演） - 踊ってばかりの国 ライブ
w/きのこ帝国
- 2014年02月08日〜04月06日（7公演） - 3rd FULL ALBUM「踊ってばかりの国」レコ発ワンマンツアー
- 2014年08月01日 - はみ出し夏ノ陣!!クリスマスツリー返還LIVE
w/サニーデイ・サービス
- 2014年10月19日〜11月05日 - 2014年、秋のワンマンライブ
w/HAPPY
- 2015年07月10日 - 踊ってばかりの国 presents『彩色 vol.1』
- 2015年10月24日〜31日 - 踊ってばかりの国「2015年、秋のワンマンライブ」
- 2016年03月16日〜04月16日 - 踊ってばかりの国×おとぎ話 カップリングツアー
- 2022年01月05日 - 踊ってばかりの国 『DANCING EMPIRE』LIVE＠新木場USEN STUDIO COAST
- 2023年12月09日 - 踊ってばかりの国 冬の光 2023 日比谷野外音楽堂